# Hippodamia

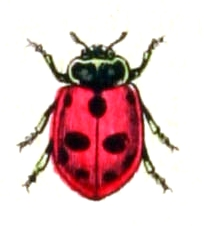
H. variegata

Hippodamia este un gen de buburuzes din familia Coccinellidae. Include cea mai răspândită specie de buburuză din America de Nord, anume Hippodamia convergens, care poate forma grupuri de hibernat care pot măsura milioane de membri. 